# سیگکراسی
سیگکراسی (به لاتین: Sygkrasi) یک منطقهٔ مسکونی در قبرس شمالی است که در ناحیه اسکله واقع شده‌است. سیگکراسی ۱۸۶ نفر جمعیت دارد.